# إيرني ويليامسون
إيرني ويليامسون (بالإنجليزية: Ernie Williamson)‏ هو لاعب كرة قدم أمريكية أمريكي، ولد في 9 سبتمبر 1922 في كريوي في الولايات المتحدة، وتوفي في 6 مارس 2002 في تشابل هيل في الولايات المتحدة.

## وصلات خارجية
- إيرني ويليامسون على موقع مرجع كرة القدم المحترفة.كوم (الإنجليزية)